# Čímice
Čímice är en ort i Tjeckien.   Den ligger i regionen Plzeň, i den sydvästra delen av landet, 110 km sydväst om huvudstaden Prag. Čímice ligger 484 meter över havet och antalet invånare är 151.
Terrängen runt Čímice är platt åt nordost, men åt sydväst är den kuperad. Runt Čímice är det ganska glesbefolkat, med 23 invånare per kvadratkilometer. Närmaste större samhälle är Sušice, 6,7 km väster om Čímice. Omgivningarna runt Čímice är en mosaik av jordbruksmark och naturlig växtlighet.